# Carretelá
Carretelá (en catalán Carretelà) es un yacimiento arqueológico de la Edad del Bronce situado en la comarca natural del Bajo Segre en Aitona, provincia de Lérida, España.
Se trata de un pequeño poblado en espolón sobre la vega del río Segre del que su investigación ha permitido extraer valiosa información sobre el poblamiento de estas tierras catalanas en la Edad del Bronce.
Una de sus singularidades es la de contar con una torre defensiva circular en la zona de acceso al poblado.
Sus pobladores tenían una economía basada en la agricultura de cereales (escanda, cebada y mijo) y en la ganadería de ovicapridos (ovejas y cabras) y suidos (cerdos).
En el curso de la investigación arqueológica se pudieron recuperar restos de un feto a término o neonato que había sido enterrado bajo el pavimento de una vivienda.
Buena parte de los materiales recuperados pueden contemplarse en el Museu Diocesà i Comarcal de Lérida.